# Wards Pass
Wards Pass ist ein Pass im Norden der Neuseeländischen Alpen auf der Südinsel Neuseelands. Er verbindet die Täler des nach Norden fließenden Awatere River und des nach Süden fließenden Acheron River. Nahe dem Pass startet der Mount Chrisholm Track zum gleichnamigen 1518 m hohen Berg. Wenige Kilometer östlich liegt Molesworth.